# Bosc Vertical CaixaForum
El Bosc Vertical CaixaForum és un jardí vertical situat a la mitgera del Palau de la Metal·lúrgia, a l'avinguda de Francesc Ferrer i Guàrdia, 2-4 de Barcelona.

## Història i descripció
Va ser inaugurat el 13 d'abril del 2023, promogut per la Fundació La Caixa en col·laboració amb la Fira de Barcelona i l'Ajuntament de Barcelona, per a celebrar el 20è aniversari del centre cultural CaixaForum Barcelona, situat al costat.

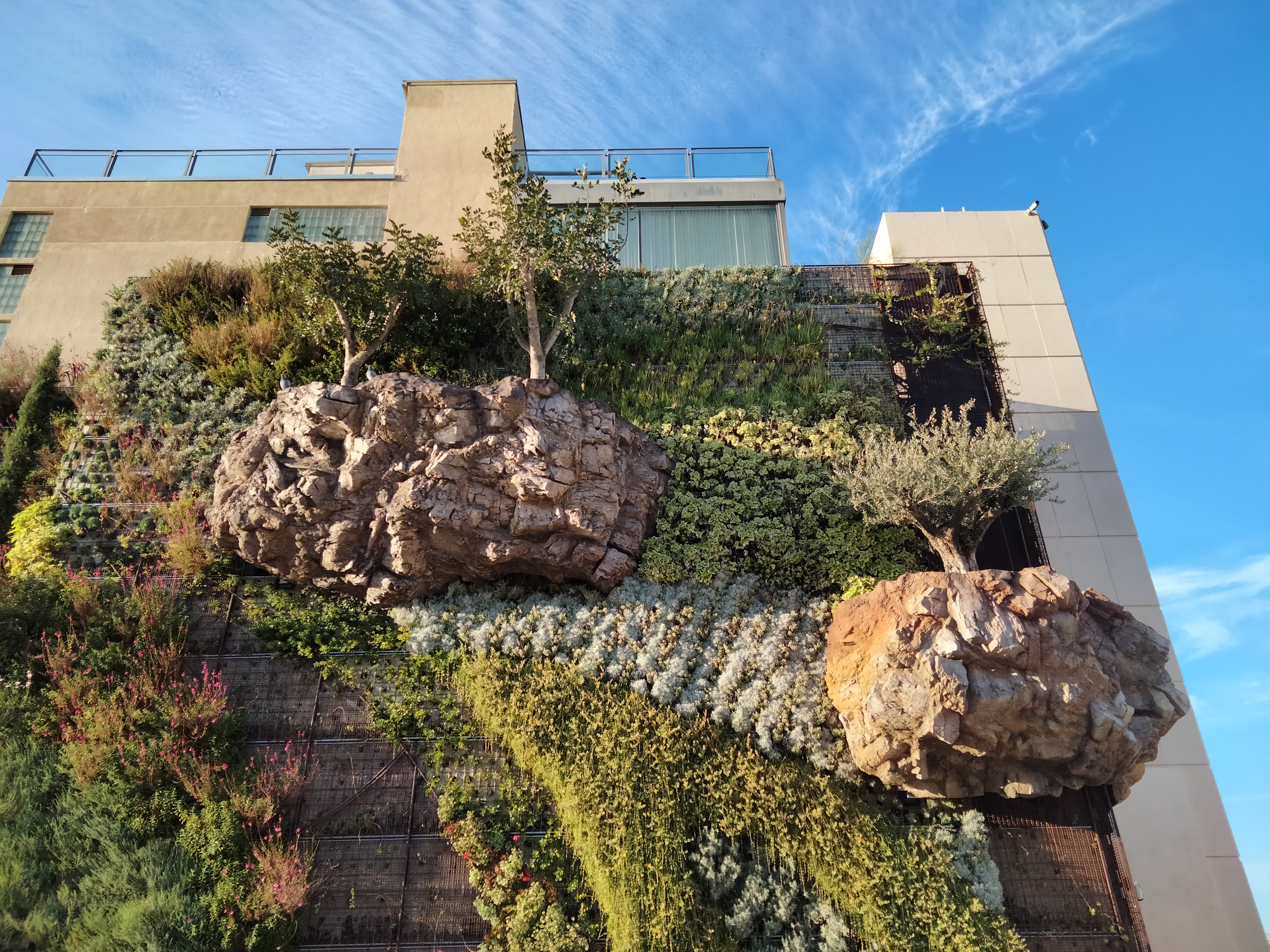
Detall de les jardineres penjades

El jardí cobreix la paret mitgera que va quedar al descobert el 2014 en ser enderrocat l'antic restaurant La Pèrgola. Té una longitud de 50 m i una alçada de 12 m, ocupant una superfície de 535 m², amb 19.000 plantes i una desena d'arbres, entre ells una olivera, un garrofer, un magraner, un salze i dos pollancres. La instal·lació vegetal està subjectada per una gran estructura autoportant d'acer galvanitzat, amb plantació sobre llana de roca. La base dels arbres són unes grans jardineres penjades en forma d'escultura que reprodueixen el subsol amb les arrels, explicant així la formació geològica dels penya-segats de Montjuïc. El sistema de reg disposa de 13 dipòsits amb 2.000 litres de capacitat cadascun, que aprofiten l'aigua de la pluja i poden cobrir un mes de reg a l'estiu i tres mesos a l'hivern.